# Campionato asiatico femminile di pallamano
Il campionato asiatico femminile di pallamano è la principale competizione internazionale asiatica di pallamano femminile e si tiene ogni due anni. È organizzato dalla Asian Handball Federation ed è valido anche come qualificazione per il campionato mondiale.

## Albo d'oro
| Anno          | Sede         |               | Finale       | Finale        | Finale         |              | Finale terzo e quarto posto | Finale terzo e quarto posto | Finale terzo e quarto posto |
| Anno          | Sede         | Vincitore     | Risultato    | 2º posto      | 3º posto       | Risultato    | 4º posto                    |                             |                             |
| 1987 Dettagli | Amman        | Corea del Sud | 34-24        | Cina          | Giappone       | 26-9         | Siria                       |                             |                             |
| 1989 Dettagli | Pechino      | Corea del Sud | girone unico | Cina          | Giappone       | girone unico | Taipei cinese               |                             |                             |
| 1991 Dettagli | Hiroshima    | Corea del Sud | girone unico | Giappone      | Cina           | girone unico | Corea del Nord              |                             |                             |
| 1993 Dettagli | Shantou      | Corea del Sud | 43-26        | Cina          | Corea del Nord | 25-21        | Giappone                    |                             |                             |
| 1995 Dettagli | Seul         | Corea del Sud | girone unico | Cina          | Giappone       | girone unico | Taipei cinese               |                             |                             |
| 1997 Dettagli | Amman        | Corea del Sud | girone unico | Cina          | Giappone       | girone unico | Uzbekistan                  |                             |                             |
| 1999 Dettagli | Kumamoto     | Corea del Sud | girone unico | Cina          | Giappone       | girone unico | Corea del Nord              |                             |                             |
| 2000 Dettagli | Shanghai     | Corea del Sud | 33-23        | Giappone      | Corea del Nord | 24-18        | Cina                        |                             |                             |
| 2002 Dettagli | Almaty       | Kazakistan    | 27-25        | Corea del Sud | Cina           | 29-23        | Giappone                    |                             |                             |
| 2004 Dettagli | Hiroshima    | Giappone      | girone unico | Cina          | Corea del Sud  | girone unico | Taipei cinese               |                             |                             |
| 2006 Dettagli | Canton       | Corea del Sud | girone unico | Cina          | Giappone       | girone unico | Kazakistan                  |                             |                             |
| 2008 Dettagli | Bangkok      | Corea del Sud | 35-23        | Cina          | Giappone       | 39-16        | Thailandia                  |                             |                             |
| 2010 Dettagli | Almaty       | Kazakistan    | 33-32        | Corea del Sud | Cina           | 26-25        | Giappone                    |                             |                             |
| 2012 Dettagli | Yogyakarta   | Corea del Sud | 40-22        | Cina          | Giappone       | 21-20        | Kazakistan                  |                             |                             |
| 2015 Dettagli | Giacarta     | Corea del Sud | 36-22        | Giappone      | Cina           | 28-25        | Kazakistan                  |                             |                             |
| 2017 Dettagli | Suwon        | Corea del Sud | 30-20        | Giappone      | Cina           | 34-26        | Kazakistan                  |                             |                             |
| 2018 Dettagli | Kumamoto     | Corea del Sud | 30-25        | Giappone      | Cina           | 27-21        | Kazakistan                  |                             |                             |
| 2021 Dettagli | Amman        | Corea del Sud | 33-24        | Giappone      | Kazakistan     | 38-33        | Iran                        |                             |                             |
| 2022 Dettagli | Incheon/Seul | Corea del Sud | 34-29 (dts)  | Giappone      | Cina           | 39-24        | Iran                        |                             |                             |
| 2024 Dettagli | Nuova Delhi  | Giappone      | 25-24        | Corea del Sud | Kazakistan     | 28-22        | Iran                        |                             |                             |

## Medagliere
| Pos. | Paese          | Oro | Argento | Bronzo | Totale |
| ---- | -------------- | --- | ------- | ------ | ------ |
| 1    | Corea del Sud  | 16  | 3       | 1      | 20     |
| 2    | Giappone       | 2   | 7       | 8      | 17     |
| 3    | Kazakistan     | 2   | 0       | 2      | 4      |
| 4    | Cina           | 0   | 10      | 7      | 17     |
| 5    | Corea del Nord | 0   | 0       | 2      | 2      |